# Delphinium coleopodum
Delphinium coleopodum är en ranunkelväxtart som beskrevs av Hand.-mazz.. Delphinium coleopodum ingår i släktet storriddarsporrar, och familjen ranunkelväxter. Inga underarter finns listade i Catalogue of Life.